# New Gloucester
New Gloucester – miasto w Stanach Zjednoczonych, w stanie Maine, w hrabstwie Cumberland.